# Mogoșoaia
Mogoșoaia is een gemeente in het Roemeense district Ilfov en ligt in de regio Muntenië in het zuidoosten van Roemenië. De gemeente telt 5247 inwoners (2005).
Hier ligt het Mogoșoaiapaleis, een paleis dat gebouwd is door de Walachijse heerser Constantin Brâncoveanu, in zijn eigen stijl.

## Geografie
De oppervlakte van Mogoșoaia bedraagt 28 km², de bevolkingsdichtheid is 187 inwoners per km².
De gemeente bestaat uit de volgende dorpen: Mogoșoaia.

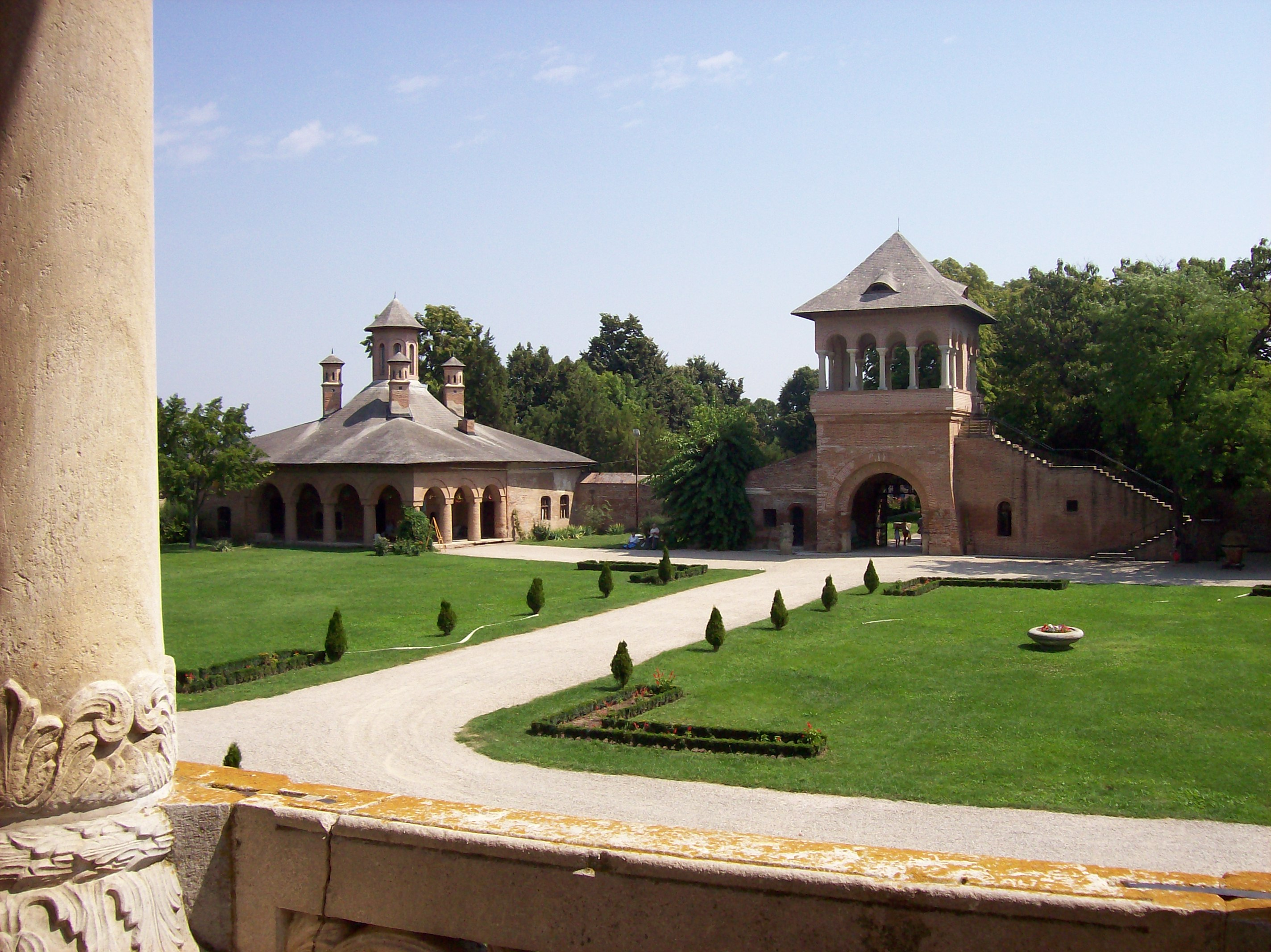
Het paleis

## Politiek
De burgemeester van Mogoșoaia is Paul Mihai Nicu Precup (PNL).

## Geschiedenis
In 1640 werd Mogoșoaia officieel erkend.